# 經濟機遇委員會
經濟機遇委員會，簡稱經機會，是一個香港政府官方組織，成員不受薪，由香港知名人士組成，以一個委員會方式組合，政府期望依賴它提供意見，在2008年出現的金融海嘯危機中尋求機會。經濟機遇委員會主席由行政長官曾蔭權出任，副主席由財政司司長曾俊華出任。
經濟機遇委員會於2009年6月22日召開最後一次會議後完成歷史任務，著力推動六大產業（檢測和認證、醫療服務、創新科技、文化及創意產業、環保產業以及教育服務）發展。

## 委員會成員
主席
- 曾蔭權 - 行政長官

副主席
- 曾俊華 - 財政司司長

成員
- 戴維思 - 渣打集團行政總裁（2009年1月辭職）[1]
- 馮國經博士 - 利豐集團主席、大珠三角商務委員會主席及國際商會主席
- 劉遵義教授 - 香港中文大學校長
- 梁家齊 - 鷹達證券集團主席及前香港期貨交易所主席
- 梁高美懿 - 恆生銀行副董事長兼行政總裁
- 麥嘉軒 - 畢馬威會計師事務所合夥人
- 斯蒂芬·羅奇博士 - 摩根史丹利亞洲有限公司主席
- 施永青 - 中原集團主席、地產代理監管局成員及香港房屋委員會委員
- 汪穗中博士 - 德昌電機控股主席及香港應用科技研究院主席
- 胡恩威 - 進念二十面體行政總裁

## 外部參考
- 經濟機遇委員會 （页面存档备份，存于）
- 香港新聞公報: 行政長官任命經濟機遇委員會成員 （页面存档备份，存于）
- 成報: 經濟機遇委員會[永久]